# Нурланн
Ну́рланн (норв. Nordland, Ну́рланно файле) — административно-территориальная единица (фюльке) королевства Норвегия. Граничит на севере с Тромсом, на юге — с Нур-Трёнделаг, на востоке — с леном Норрботтен в Швеции, на юго-востоке — с леном Вестерботтен и на западе омывается Атлантическим океаном (Норвежское море). Раньше губерния была известна как Нурланнен амт. Административный центр фюльке — город Будё. Отдалённый Арктический остров Ян-Майен подчиняется фюльке Нурланн с 1995 года. В южной части находится архипелаг Вега, включённый в список Всемирного наследия ЮНЕСКО. Нурланн — приморский регион, в значительной степени зависящий от рыболовного промысла.

## Исторические районы
Фюльке разделён на традиционные районы, такие как Хельгеланд на юге (к югу от Полярного круга), Сальтен в центре и Офотен на северо-востоке. На северо-западе расположены архипелаги Лофотен и Вестеролен.

## География
Нурланн расположен вдоль северо-западного берега Скандинавского полуострова в Северной Норвегии. Из-за большой отдалённости от густонаселённых частей Европы, фюльке является одним из наименее загрязнённых её районов. Нурланн простирается на 500 км от Нур-Трёнделага до Тромса. Расстояние по дороге от Биндала на самом юге фюльке до Анденеса на северной оконечности фюльке примерно 800 км. Имеет изрезанную береговую линию с большим количеством фьордов. С юга на север самыми большими фьордами являются Биндалсфьорд, Вефснфьорд, Ранфьорд, Салтифьорд-Скёлстадфьорд, Фолда, Тюсфьорд, Офотфьорд (наиболее протяжённый) и Андфьорд, который также находится и на территории фюльке Тромс. Наиболее известным является, пожалуй, Вестфьорд, который на самом деле является не фьордом, а открытым участком моря между Лофотенскими островами и материком. Пролив Рафтсандет, с его наиболее известной частью — Тролльфьордом, является кратчайшим водным путём, соединяющим Лофотенские острова и Вестеролен. Континентальный шельф очень узкий на западе от Анденеса, и нигде больше в Норвегии океан не является таким глубоким всего в нескольких милях от берега. На юго-западе от Будё происходит приливное течение Сальтстрёумен, которое образует водовороты. Водоворот Мальстрём расположен южнее Лофотенских островов.
Обрывистые горы возле моря и плоские низменные площади между горами и морем (Страндфлатен, береговой край) являются типичными для длинной береговой линии Нурланна. Страндфлатен частично уходит вглубь берега, в результате чего образовались многочисленные острова (шхеры), которых в Хельгеланде тысячи, эти острова обычно гористые, имеющие меньшие или большие береговые равнинные площади. В Нурланне находятся два крупнейших острова Норвегии: крупнейший остров Хиннёя (помимо Шпицбергена) и третий по величине остров Лангёя. На фьордах береговой край является гораздо менее обрывистым: там находятся более пологие склоны с холмами, по направлению к горам. В изголовье фьордов часто находятся долины (фьорд является продолжением равнины), обычно с рекой в центре равнины.
| | |
| Длинные острова долин расположены между наибольшими реками. Место встречи рек Ранельва и Лангвассога, коммуна Рана | Большинство населения располагается на низменности Страндфлатен. Город Берг в муниципалитете Сёмна |

В таких долинах находятся города Му-и-Рана, Мушёэн и Рогнан. В Нурланне находятся: второй по величине ледник Норвегии Свартисен, второе по величине озеро Рёссватн и второй по глубине фьорд Тюсфьорд (897 м). Самая полноводная река фюльке — Вефсна — образует водопад Лаксфорсен. Горный хребет Салтфьеллет формирует природную границу между Хельгеландом и Сальтеном и находится там, где Полярный круг проходит по территории страны. Западная его часть состоит в основном из обрывистых гор и фьордов с ледниками, вытянутыми по направлению к морю, восточная часть гор более пологая с несколькими лесными долинами и хорошо подходит для пешего туризма. В рельефе Нурланна, по направлению к границе со Швецией, преобладают Скандинавские горы. Наивысшая гора Нурланна — Окссколтен (Oksskolten), высотой 1916 метров находится на горном хребте Окстиндан, второй по высоте (1907 м) является Сулисконг (Suliskongen) в Фёуске, третьей — гора Okshornet (1901 м) в Хемнесе. Гора Стетинн (Stetind), высшая точка которой находится на высоте 1392 метров над уровнем моря, в коммуне Тюсфьорде в 2002 году признана национальной горой Норвегии (Norges nasjonalfjell).
|                                                                                           |                                                                                       |                                      |
| Вид на третью по высоте вершину фюльке — Okshornet (1901 м) с вершины Окссколтен (1916 м) | Вершина горы Стетинн («наковальня богов») представляет собой плоское гранитное плато. | Тренставен на острове Санна в Трене. |

Много ледников находятся на горах, таких как Бламаннсисен, Оксиндбрин, Сулитьелмаисен и Фростисен. 

## Геология
В геологическом прошлом, при столкновении с Гренландией много фрагментов морского дна поднялось наверх и сформировало горные хребты Доврефьель и Тролльхаймен, вытянутые от Тронхейма на юге до Трёнделага на севере и проходящие сквозь Нурланн к северу до Тромсё. Эта кембрийская порода, состоящая в основном из сланцев со слюдой, является наибольшей областью в Норвегии, с мягкой горной породой и богатой питательной средой для роста растений. Она формирует основу под фьордами, в то время как острова у побережья и некоторые восточные районы вдоль границы со Швецией сформированы твёрдой породой (как правило, гранитом). В некоторых районах, таких как Тюсфьорд и Сёрфолл, основа сформирована из смеси мягкой горной породы и твёрдого гранита. Большая часть Лофотенских гор сформировались 3,5 млрд лет назад во время докембрийского периода. Самая молодая скала Норвегии находится в Аннёе, там встречаются окаменелости динозавров и других форм жизни.
Когда земля была окована ледяным щитом во времена ледникового периода, значительные площади с самыми низкими абсолютными высотами находились под поверхностью моря, накапливая морские отложения на протяжении тысячелетий. Благодаря последующему поднятию поверхности сейчас эти площади являются сушей, достигая высоты в 120 метров над уровнем моря в Салтдале, 100 метров в Нарвике и Брённёйсунне, и 30—50 метров в районе Лофотенских островов и Вестеролена.
Известняк широко распространён во множестве пещер по всей территории фюльке, например, таких как Грёнлигротта в Ране. В коммуне Рана находится больше пещер, чем где-либо ещё в северной Европе. В августе 2006 года пещера Тьоарвекраг в Сёрфолле исследована и признана наибольшей пещерой в Скандинавии (длиной 22 км); пещера Рагеаврераиг в Тюсфьорде — самая глубокая в Скандинавии, а Свартхамахола в Фёуске имеет наибольшую впадину. В Нурланне находиться более 900 пещер, в одной из которых водопад высотой 70 м. В нескольких местах найден мрамор. Фёуске иногда упоминают как мраморную столицу.

## Климат
Климат Нурланна очень мягкий для столь высокой широты. На некоторых островах, таких как Мюкен, Трена и Рёст, средняя температура самого холодного месяца 1 °C, что на 25 °C выше, чем средняя температура для данной широты. Нурланн лежит на широте 65 ° с. ш., но температура сдерживается близостью моря; ежегодная температура варьируется от 5,6 °C на южном побережье, до 4 °C на северном побережье (1961—1990). Лето на юге несколько длиннее. Зимы более холодные во внутренней части страны, фьорды сдерживают понижение температуры в прибрежных районах. Территории, занятые горами, являются более холодными в течение всего года, с более долгими зимами — снежный покров может сохраняться в течение всего года в высоких горах. Ежегодный уровень выпадающего снега может превышать 5 м в горах, что является важной причиной большого количества ледников в Норвегии. Восточные ветры приносят сухую, солнечную, тёплую погоду летом и холодный, чистый воздух зимой. Юго-западные ветры являются обыкновенными, они приносят влажный и мягкий воздух от Атлантического океана. Осень и ранняя зима являются влажным сезоном на всем побережье Норвегии, в то время как с апреля по июнь в основном сухо. Сильные ветры наблюдаются поздней осенью и зимой, когда фронты низкого давления Атлантики усиливают их. Фронты высокого давления могут приходить во время любого сезона, летом это приводит к 24-часовому солнечному сиянию севернее Полярного круга.
Лурёй (115 м), на западе от Салтфьела, имеет среднегодовое количество осадков в 2,935 мм; является самым влажным местом в Северной Норвегии и в мире для такой высокой широты. Некоторые влажные территории на побережье (узкие полосы), на севере от Гломфьорда создают климатические условия для умеренных тропических лесов. На востоке от гор, в Салтдале, среднегодовой уровень осадков не превышает 300 мм. В Нарвике, находящемся в северной части Норвегии, в среднем выпадает 830 мм осадков. Как правило, температура падает на 0,7 °C с увеличением высоты на каждые 100 м. Так как в Нурланне практически во всех регионах находятся горы, там преобладает альпийская тундра.
В последние годы наблюдается тенденция глобального потепления в Нурланне по сравнению с базовым периодом 1961—1990 годов. Гломфьорд в Мелёйе, расположен приблизительно в середине береговой линии Нурланна. Там ведутся длительные метеорологические наблюдения и, так как он расположен в сельской местности, то практически не наблюдается тепловой эффект от влияния города, поэтому Гломфьорд используется как официальная метеорологическая станция и представляет современный климат береговой линии (на островных долинах зимы обычно значительно холоднее).
| Показатель                                | Янв. | Фев. | Март | Апр. | Май | Июнь | Июль | Авг. | Сен. | Окт. | Нояб. | Дек. |
| ----------------------------------------- | ---- | ---- | ---- | ---- | --- | ---- | ---- | ---- | ---- | ---- | ----- | ---- |
| Средний суточный максимум, °C             | 2    | 1    | 2    | 6    | 10  | 13   | 16   | 15   | 12   | 8    | 5     | 6    |
| Средний суточный минимум, °C              | −1   | −2   | −2   | 2    | 6   | 9    | 12   | 11   | 8    | 5    | 2     | 0    |
| Источник: Storm Weather Center 16.12.2009 |      |      |      |      |     |      |      |      |      |      |       |      |

Исследования осадочных пород в озёрах возле ледника Окстинд показали, что температура лета в Нурланне 9—6 тыс. лет назад составляла 2,5 °C, а затем медленно понижалась и составляла 0,5 °C 2 тыс. лет назад (смотрите Климатический оптимум голоцена). Это исследование также пришло к выводу, что восточная часть ледника Окстинд не растаяла полностью в течение этого тёплого периода и сохранилась ещё со времён ледникового периода.
На приведённой ниже диаграмме синие полоски показывают среднее количество дождливых дней в месяц. День считается дождливым, если выпало более 1 мм осадков. Среднее берется по метеорологическим наблюдениям за последние 10 лет.

## Солнечный свет
Условия освещения очень сильно изменяются с севера на юг; в Анденесе на севере полярный день длится с 22 мая по 20 июля, полярная ночь длится с 28 ноября по 16 января. В Будё полярный день длится с 3 июня по 8 июля. Хельгеланд расположен южнее полярного круга: во время зимнего солнцестояния солнце находится над горизонтом всего 3 часа в день. Несмотря на то, что часть солнечного диска будет находиться над горизонтом всю ночь в июне, в Хельгеланде не наступает настоящий полярный день. Вместе с переходным периодом, в который входит период коротких сумерек, в Нурланне существует три полных месяца отсутствия темноты (с раннего мая по ранний август).

## Природа
По всей длине побережья море имеет богатую морскую флору и фауну, вылов трески в Лофотене длится уже более 1000 лет. Вместе с треской, также сайда, пикша, сельдь, морской волк и палтус являются повсеместно распространёнными вдоль побережья и во фьордах. Крупнейший глубоководный коралловый риф в мире, Рёст, длиной 40 км, расположен западнее Рёста и, начиная с 2003 года, защищён от трала. На побережье Нурланна находится наибольшая популяция морских орлов в Европе. Здесь живут миллионы морских птиц: на островах Рёста проживает наибольшая колония в Норвегии (около одной четверти всех морских птиц континентальной Норвегии), особенно известны тупики и бакланы. Также хорошо известна колония тупиков в Ловунне.
Выдры распространены повсеместно вдоль берега и фьордов, также как и обыкновенная морская свинья, обыкновенный тюлень и разные ластоногие. До недавнего времени гигантская акула, второй по величине вид рыб после китовой акулы, была объектом рыболовного промысла. Чайки, кулики, полярные крачки и серые цапли являются типичными птицами, распространёнными по всей береговой линии, включая фьорды. Филины проживают на побережье Хельгеланда; хищные птицы, такие как беркуты, кречеты и сапсаны, гнездятся на некоторых недоступных территориях. Косатки встречаются зимой вдоль всего побережья и на территории Вестфьорда (даже внутри фьордов); крупнейший в мире хищник кашалот охотится за своей добычей в глубоких водах на западе от Аннёйя.
Еловый лес находится между Скандинавскими горами и хребтом Салтфьеллет, таким образом, естественный еловый лес растет только в Хельгеланде, но по всей территории страны он посажен по экономическим причинам, вызвав некоторые общественные споры. Ель ситхинская тоже повсеместно посажена в Нурланне, преимущественно на прибрежной территории. Прибрежные территории принадлежат к экорегиону Скандинавских прибрежных хвойных лесов; некоторые малые территории классифицированы как тропические леса. Территории внутри страны до хвойной Арктики принадлежат к экорегиону скандинавской и русской тайги, в то время как плоскогорья и горы принадлежат к экорегиону скандинавских горных берёзовых лесов и лугов.
На территории Нурланна также распространены такие деревья как берёза, рябина, ива, серая ольха, черёмуха, осина и обыкновенная сосна, более редко встречаются шершавый вяз и обыкновенная лещина (вяз на севере Бейарна, лещина на севере Стейгена, липа на севере Брённёйя, лесная яблоня на севере Москенеса). Нурланнская мучнистая рябина одна из нескольких эндемических деревьев Норвегии, произрастающая только в Биндале в Нурланне.
Во внутренних горных районах, можно встретить северного оленя (в основном в саамских хозяйствах), на которого охотятся местные росомахи. Иногда в природе встречаются бурые медведи. Песец сейчас находится под угрозой исчезновения на материке, но немного особей ещё сохранилось в этих горных районах, преимущественно в Бёргефьельских горах. Рыжие лисицы, лоси, зайцы, белки, меленькие грызуны, лесные куницы (внутренние долины) и горностаи также распространены в лесах. В 2008 году в Нурланне насчитывалось минимум 50 рысей, проживающих в лесах по всему Нурланну, за исключением Лофотена и Вестеролена. В низменных районах Нурланна на большинстве территории встречается европейская косуля, Благородный олень проживает в южной части Нурланна. Южная прибрежная территория Нурланна является наиболее северной естественной средой обитания барсуков и гадюк. Серый волк встречается на внутренних территориях Хельгеланда. Здесь проживают несколько видов земноводных, хотя травяная лягушка распространена по всей территории Нурланна, за исключением горных районов, самым северным местом обитания обыкновенного тритона является река Вефсна. На территории Нурланна полностью или частично находятся 6 национальных парков. С севера на юг расположены: Бёргефьель, Ломсдаль-Вистен, Салтфьелле-Свартисен, Юнкердаль, Рагу и Мёйсален. Центр национального парка Нурланна расположен в Салтдале.

## История
Существуют свидетельства древних поселений в Нурланне 10,5 тыс. лет назад. В Каменном веке люди жили возле берега, на островах и у проливов возле моря, богатых ресурсами моря. Археологические доказательства этого обнаружены в Веге, Лейрфьорде и вдоль Сальстраумена. От Хельгеланда на юге до Нар вика на севере обнаружено как минимум 15 мест с доисторическими наскальными рисунками (см. Культура Фосна-Хенсбака).
Некоторые древнейшие дома в Норвегии обнаружены при раскопках у Лангхагана на острове Санна в коммуне Трена; древнейшие дома имели овальную форму 6×4,5 м и относятся к 4 тыс. до н. э. От дома по-прежнему видна 65-метровая, вымощенная камнем тропа, спускающаяся к маленькой гавани, в современное время находится в 23 м над уровнем моря.
Наскальные рисунки в Рёдёйе, возрастом 4,6 тыс. лет, изображают человека на лыжах, держащего палки, и являются древнейшим упоминанием об использовании лыж. Месторасположение рисунков является несколько удивительным, потому что на этом острове неустойчивый снежный покров и климат Скандинавии в Каменном веке был более тёплым. Этот наскальный рисунок использован как пиктограмма Зимних Олимпийских игр в Лиллехамере в 1994 году.
Первая сельскохозяйственная культура обнаружена в период Бронзового века. Эта культура осталась в больших погребальных курганах, например в Стейгене и Вествогёйе, и в более северных областях возле Харстада на юге от Тромса. На этих территориях находятся значительные участки низменностей, подходящие для сельского хозяйства, они находятся недалеко от моря и имеют много природных гаваней.
Древнейшие остатки лодки в Норвегии найдены в болоте в Сёмне и известны под названием no: Haugvikbåten, хорошо сохранившиеся фрагменты лодки сберегаются в Музее науки в Тронхейме, датированы 800—400 годами до н. э. (Скандинавский Бронзовый век.
Для многих поколений Хельгеланд являлся наиболее северным Скандинавским поселением. Остатки больших поселением возле Борга и в Стейгене относятся к 600 году до н. э. Существуют значительные археологические доказательства Скандинавского Железного века вдоль всего побережья, относящиеся примерно к 200-м годам до нашей эры.
Нурланн рассматривается как часть Лапландии. Саамы, не являющиеся Скандинавами, проживают в Нурланне на протяжении последних 2 тыс. лет не только во внутренней части страны, но и вдоль фьордов, но и в северной части Нурланна, на побережье и больших островах, таких как Хиннёя. В «Круге земном» есть сага о Викинге Сигурде Злом, который являлся претендентом на престол. Он скрывался от короля у Саамов на территории современной коммуны Лёдинген. Саамы даже построили ему лодку, которая в саге описывается как лодка из сосновой древесины (Викинги обычно строили свои лодки из дуба, но дуб не растёт в природе так далеко на севере). Тюсфьорд в настоящее время является центром Луле-саамской культуры.
Территория современного фюльке Нурланн в Эпоху викингов являлась составной частью небольшого королевства Хельгеланд. Это королевство также включало в себя южную часть Тромса.
В январе 1432 года Итальянский торговый корабль, идущий с Крита во Фландрию, потерпел кораблекрушение во время шторма и выброшен на берег севернее места крушения; часть команды спаслась и сошла на берег на маленьком острове недалеко от Рёста. Население Рёста оказало им необходимую помощь. История, описанная одним из мужчин, Пьетро Кьюрини, является одним из очень немногочисленных описаний жизни в Нурланне того времени. Кьюрини описывает население Рёста (всего 120 человек) как очень доверчивых и добрых католиков, живущих внутри рая. Он также упоминал Немецкого священника, с которым он мог общаться на Латыни. Население живёт за счёт вылова трески и палтуса, который они обменивают на другие товары (такие как зерно) в Бергене. Каждая семья содержит около 5 коров и собирает яйца полу-одомашненных уток. Люди, потерпевшие кораблекрушение, не испытывали недостатка в еде во время пребывания в их зимнем прибежище, особенно в рыбе, но Кьюрини также упоминает о молоке, мясе, масле и блинах. Население Рёста проживало в круглых деревянных домах, и, главным образом, носило одежду из шерсти. К концу мая, после 24-х дневного морского путешествия, итальянцы доставлены южнее в Берген.
Крупнейшее кораблекрушение, когда-либо случавшееся в Норвегии, произошло в 1944 году, когда судно Ригель, перевозившее Немецких узников, подверглось бомбардировке флота Британии возле Саннесшёэна (фюльке Алстахёуг), более 2500 человек стали жертвами кораблекрушения. Корабль сел на мель в Росёйе, где оставался наполовину затопленным до того, пока он не был разрушен в 1970 году.
Петтер Дасс проживал в Алстахёуге, нобелевский лауреат писатель Кнут Гамсун вырос в Хамарёйе, после того как его семья переехала туда, когда ему было 3 года.

## Административно-территориальное деление
Фюльке Нурланн подразделяется на 44 коммуны:
| 1. Алстахёуг 2. Андёй 3. Балланген 4. Бейарн 5. Биндал 6. Бё 7. Будё 8. Брённёй 9. Дённа 10. Эвенес 11. Фёуске | 1. Флакстад 2. Йильдескол 3. Гране 4. Хадсель 5. Хамарёй 6. Хаттфьелльдал 7. Хемнес 8. Херёй 9. Лейрфьорд 10. Лёдинген 11. Лурёй | 1. Мелёй 2. Москенес 3. Нарвик 4. Несна 5. Экснес 6. Рана 7. Рёдёй 8. Рёст 9. Салтдал 10. Сёмна 11. Сёрфолл | 1. Сортланн 2. Стейген 3. Хьельсунн 4. Трена 5. Тюсфьорд 6. Верёй 7. Воган 8. Вефсн 9. Вега 10. Вествогёй 11. Вевельстад |

## Население
| Численность населения | Численность населения | Численность населения | Численность населения | Численность населения | Численность населения | Численность населения | Численность населения | Численность населения |
| 1951                  | 1960                  | 1970                  | 1980                  | 1990                  | 2000                  | 2007                  | 2008                  | 2009                  |
| --------------------- | --------------------- | --------------------- | --------------------- | --------------------- | --------------------- | --------------------- | --------------------- | --------------------- |
| 221 809               | ↗238 657              | ↗243 179              | ↗243 808              | ↘239 532              | ↘239 109              | ↘235 436              | ↘234 996              | ↗235 380              |

## Экономика
Ведущими отраслями промышленности являются рыбная ловля и глубоководная разведка нефти. Нурланн известен ловлей трески и разведением на рыбных фермах лосося. Наибольшими рынками экспорта являются Германия, Скандинавия, Великобритания, Голландия, Италия, Испания, Франция, Россия и Япония.
Туризм является важнейшей отраслью экономики, в основном в летний период, хотя немногочисленные посетители приезжают зимой в поисках хорошей лыжни, особенно с февраля по апрель. Туристов привлекают живописные берега, особенно Лофотен, который обычно посещается большим количеством круизных судов летом, в то время как остальная часть фюльке часто игнорируется туристами. Пешие горные прогулки популярны среди местного населения и некоторых туристов.
Наблюдение за китами привлекает туристов в Андёй и в окрестности Тюсфьорда, Лёдингена и Свольвера. Рыбная ловля также является популярной на всем побережье и в лососевых и форелевых реках, в некоторых реках встречается арктический голец. В Салтстромене зафиксирован мировой рекорд по вылову сайды с помощью удочки, в Рёсте — мировой рекорд по вылову палтуса (202 кг).
Фермерство также является частью экономики региона, состоит в основном из молочных хозяйств, овцеводства и выпаса домашних оленей на высокогорьях внутри региона. Несколько лесных хозяйств находятся преимущественно в районе Хельгеланда и севернее него. Раньше в Нурланне выращивалось зерно (преимущественно ячмень и овёс). Нурланншест (en:Norlandshest) — самая маленькая лошадь из трёх Норвежских пород. Норвежский лундехунд выведен для охоты на тупиков и спасен от вымирания только благодаря нескольким собакам, проживающим на Лофотене.
Горное дело в Нурланне имеет длинную историю. В Султьелме находятся крупнейшие медные месторождения в фюльке, также встречается пирит, который позже обнаружен и в некоторых других местах, но горнодобыча здесь прекращена по экономическим причинам. В прежние времена серебро добывалось в Дундерландсдале в Ране, до 2002 года в Баллангене велась добыча никеля и оливина. Некоторое количество известняковых, мраморных и доломитовых карьеров находятся в Вефсне, Фёуске, Сёрфолле и Баллангене. Начиная с 2008 года, добыча золота в Биндале ведётся в опытном режиме. Порт Нарвика имеет прямое железнодорожное сообщение с широко известными и рентабельными местами добычи железной руды в Кируне в Швеции. На территории фюльке находится много плотин с расположенными на них ГЭС.
В Нурланнe развиваются различные отрасли экономики, например, ведутся научные исследования и усовершенствования аэрокосмической и космической отрасли на ракетном полигоне Аннёя, который, прежде всего, известен запусками искусственных спутников. Эта обширная губерния, вторая по величине в Норвегии, и равная по территории Дании, традиционно является важной для НАТО. На вооружении Королевских ВВС находятся две эскадрильи истребителей F-16, базирующиеся в аэропорту Будё, все береговые патрульные самолеты Lockheed P-3 Orion базируются в аэропорту Андёйя. Вывод из эксплуатации закрытых военных баз привёл к региональным изменениям в экономике и появлению новых научных отраслей хозяйствования.
Городские больницы находятся в городах Мушёэн, Саннесшёэн, Му-и-Рана (крупнейшая), Гравдаль, Нарвик и Стокмаркнес.
Аэропорт Будё является наиболее загруженным аэропортом и выполняет роль центрального пункта управления для большого количества маленьких аэропортов в Нурланне. Аэропорт Харстад/Нарвик, расположенный на севере Эвенеса, также выполняет прямые рейсы в Осло. Трасса E6 проходит вдоль всей протяжённости Нурланна. На территории фюльке расположено множество туннелей и мостов; крупнейшими являются мост Хельгеланд, мост Гимсёй, мост Рафтсундет, мост Скьомен, мост Ромбак, мост Хадсель, мост Сортланд, мост Андёй, мост Салтстромен, мост Кьеллингстромен и мост Брённёй. Несмотря на эти современные средства сообщения, численность населения Нурланна, начиная с 1990 года, незначительно сократилась, потому что много молодежи передвигаются по направлению к большим городам Норвегии. Будё — единственная коммуна в фюльке, имеющая существенный прирост населения.

## Регионы-побратимы
- Ленинградская область